# Temporada 2017-18 do Fútbol Club Barcelona
A temporada 2017-18 é a 118ª existência do Football Club Barcelona e a 87ª temporada consecutiva do clube no topo do futebol espanhol.

## Visão geral da temporada

### Maio
Em 29 de maio, o clube anunciou que Ernesto Valverde seria o novo treinador do Barcelona, após a partida de Luis Enrique no final da temporada anterior.
Em 29 de maio, Barcelona e o goleiro Marc-André ter Stegen negociaram uma prorrogação de contrato de cinco anos até 30 de junho de 2022.

### Junho
Em 14 de junho, o futebolista Fluminense Marlon Santos assinou um contrato de três anos.
Em 30 de junho, o contrato do goleiro Jordi Masip expirou e o jogador não se demitiu.
Em 30 de junho, o clube ativou uma cláusula de recompra para Gerard Deulofeu.
Em 30 de junho, o clube anunciou que chegaram a um acordo com o Real Betis pela transferência de Cristian Tello por 4 milhões de euros.

### Julho
Em 5 de julho, Barcelona e Leo Messi concordaram em uma renovação do contrato que o manterá no clube até 30 de junho de 2021.
Em 7 de julho, Barcelona e Jérémy Mathieu concordaram em rescindir o contrato do defensor. Mathieu posteriormente se juntou ao clube português Sporting CP em uma transferência gratuita.
Em 13 de julho, o Barcelona eo Benfica chegaram a um acordo para a transferência da Nélson Semedo por 30 milhões de euros.
No dia 21 de julho, o Barcelona venceu a Juventus por 2-1 em uma pré-temporada amigável. Neymar marcou dois golos impecáveis da primeira metade, enquanto os catalães passaram pelo campeão italiano antes de 82.104 adeptos no MetLife Stadium, em 2017, na Copa Internacional dos Campeões. Giorgio Chiellini puxou um para a Juventus no minuto 63, não o suficiente para manter a era de Valverde desde o começo com uma vitória convincente.
Em 26 de julho, o Barcelona venceu por 1-0 contra o Manchester United em uma pré-temporada amigável. Neymar marcou o único golo do jogo aos 31 minutos.
Em 29 de julho, o Barcelona venceu o Real Madrid por 3 a 2 na partida final da turnê dos EUA, conquistando a edição dos Estados Unidos da Copa Internacional dos Campeões de 2017. Messi, Rakitić e Piqué contribuíram com um único objetivo.

### Agosto
Em 3 de agosto, o Barcelona confirmou a rescisão unilateral do contrato da Neymar, já que os representantes legais da Neymar pagaram sua cláusula de compra de 222 milhões de euros. Por sua vez, o Barcelona anunciou um volume de negócios dos detalhes da operação para a UEFA, de modo a permitir que a UEFA determine as responsabilidades disciplinares que possam surgir. Neymar juntou-se posteriormente a Paris Saint-Germain em um acordo de cinco anos.
Em 4 de agosto, o Barcelona empatou 1-1 com o Gimnàstic em um jogo amistoso pré-temporada em Tarragona. Manu Barreiro colocou os anfitriões à frente no minuto 11. Paco Alcácer marcou o empate para o blaugrana com um tiro livre aos 79 minutos.
Em 7 de agosto, o Barcelona derrotou o Chapecoense 5-0 na 52ª edição do Troféu Joan Gamper. Deulofeu, Busquets, Messi, Luis e Denis Suárez foram os anotadores do Barça. Além disso, Messi e Deulofeu assistiram dois golos cada. Sergio Busquets foi nomeado o Homem do Jogo.

## Jogadores

### Jogadores que saíram
1. ↑  «Ernesto Valverde is the new FC Barcelona coach.». fcbarcelona.com
2. ↑  «FC Barcelona extends Ter Stegen contract until 2022.»